# Карий Володимир Михайлович
Володимир Карий — український друкар, видавець, редактор, книгознавець, просвітянин, краєзнавець, громадський діяч, львів'янин і снятинчанин водночас. Член Національної спілки журналістів України (2006), Національної спілки краєзнавців України (2007), Української асоціації письменників Західного регіону (2014).

## Життєпис
Народився 25 вересня (записаний 22 жовтня) 1948 року в с. Кругів Олеського (нині Золочівського) району на Львівщині у родині Михайла і Марії Карих, рід якого з прадіда походить із с. Загір'я, нині Зборівського району Тернопільської області. З малих літ Володимир плекав любов до України, яку йому прищепили батьки та рідна тітка і дідусь, що загинув у таборі в Норильську.
Про своє село він каже: «Ніби на величезній чаші, у долині поміж квітучих гаїв та садів ясніє біленькими хатками моє село. А по долині серед рясних верболозів тече маленька річечка Бужок Кругівський, яка є притокою Західного Бугу».
Навчався в Кругівській початковій, Колтівській восьмирічній школах. 1967 року закінчив Львівський поліграфічний технікум, отримав кваліфікацію інженера-механіка, закінчивши ІФІНГ. Потяг змалку до книги, любов і прагнення оволодіти всіма секретами друкарської справи, які заклалися ще під час навчання у Львові, визначили подальший життєвий шлях.

## Трудова діяльність

### Сфера виробнича
13 років працював інженером Галицької районної друкарні, а у грудні 1980 був переведений на посаду директора Снятинської районної друкарні.

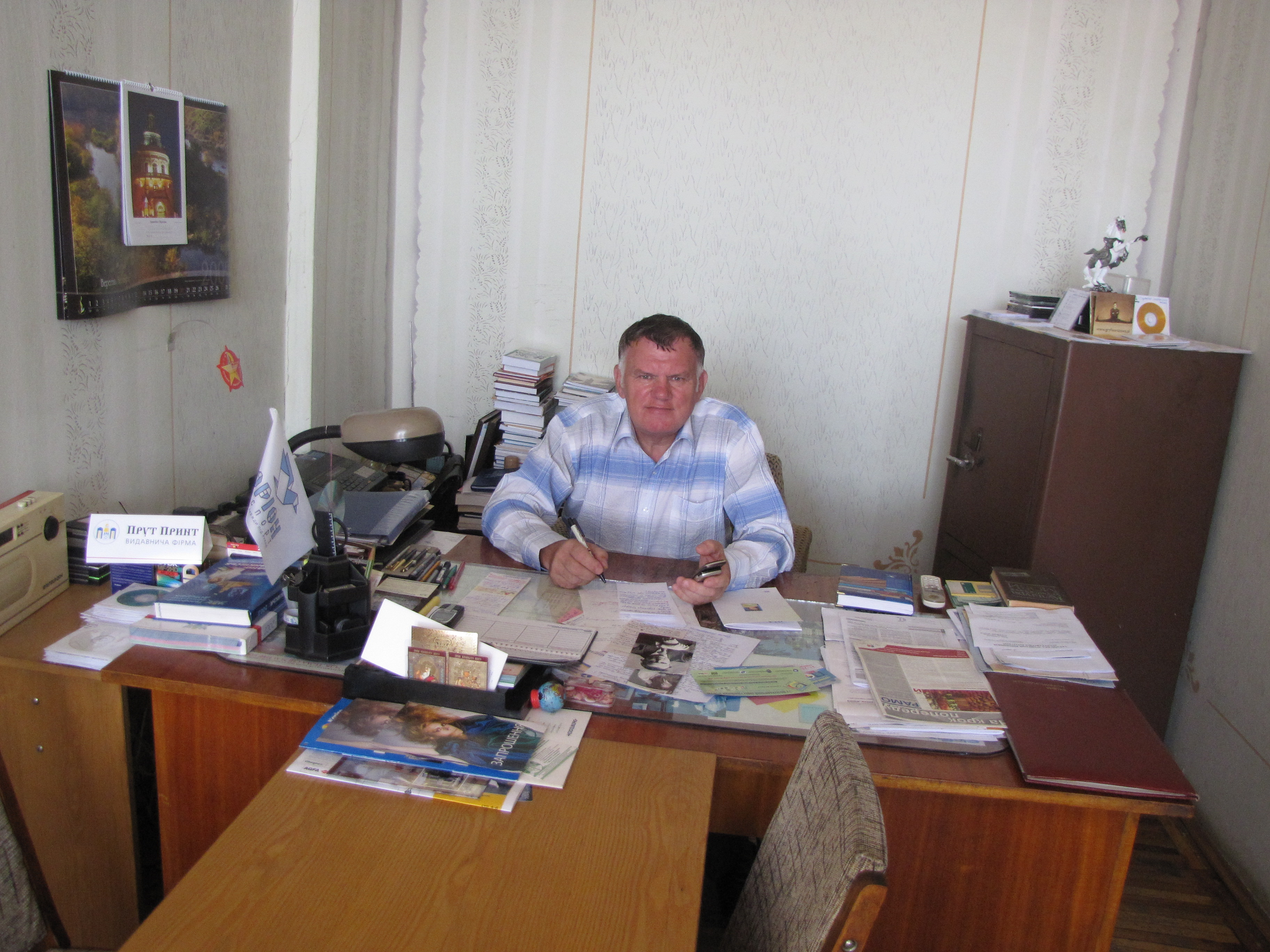
В робочому кабінеті

З грудня 1996 — директор ЗАТ Видавничо-друкарська фірма «ПрутПринт», яка є правонаступником Снятинської районної друкарні (заснованої 1944 року), однієї з найбільших в регіоні. Тут вперше в області впроваджено офсетний друк і завдяки новій технології у Снятині друкувались газети: «Рідна церква» та «Поліття» (обидві з Івано-Франківська), городенківські «Колгоспник Придністров'я» і «Край», косівська «Гуцульський край», снятинські «Захід», «Голос Покуття», «Снятинська вежа», «Селоі люди».

Ще навіть не будучи членом «Просвіти», він вливається у політично-просвітницьке життя району, сприяє і допомагає заснуванню, оформленню і виходу у світ першого демократичного часопису «Снятинська вежа».
В часи не зовсім сприятливі для заснування нових видань, він активно включився у пошук можливостей для випуску першої в області газети освітян «Поліття», яка друкувалася у Сннятині від першого числа. У співпраці з обласним інститутом ППО впродовж багатьох років видавали журнали «Обрії», «Джерела», «Освітній дайджест. Акцент-панорама».
За високу культуру художньо-технічного оформлення і поліграфічного виконання газет, які тут випускалися, 11 разів нагороджувалися Дипломами за призові місця у Всесоюзному і Республіканському конкурсах-змаганнях.
Як керівник передового колективу поліграфістів успішно співпрацював із ВНДІ комплексних проблем поліграфії (м. Москва), брав активну участь у науково-практичних конференціях і семінарах з їх участю. Виступав з питань випуску районних газет (Чернівці, 1978), централізації їх друкування офсетним способом (Хмельницький, 1986) та підвищення якості друкування газет (Бар Вінницької обл., 1988).
Снятинська міська рада (міський голова Михайло Тимофійчук) та Видавнича фірма «ПрутПринт» (директор Володимир Карий) стали засновниками відновленого в Україні журналу «Снятин», який видавався у США з 1968 року; редактором був снятинчанин Михайло Бажанський.

### Доробок
Бере активну участь у форумах, книжкових виставках, презентаціях, автограф-сесіях, спрямованих на популяризацію галицької та української книги.

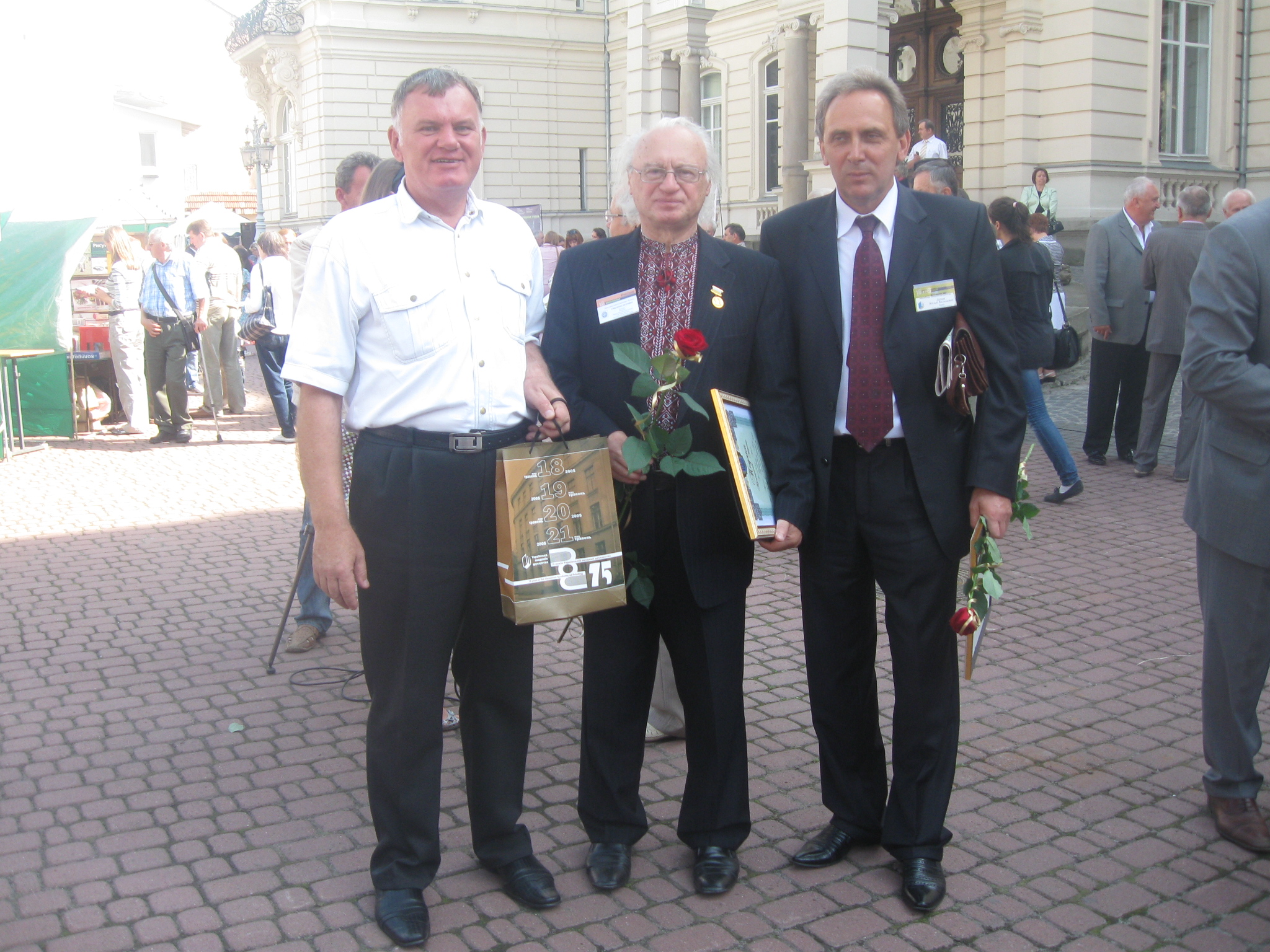
На Форумі видавців у Львові: лауреат Шевченківської премії Ярема Гоян і ректор Української академії друкарства Богдан Дурняк (справа)

Творчий світ В. Карого — багатогранний. Це видавнича справа і любов до книги, технічна творчість і колекціонування, мовознавство і окремі дослідження. Є засновником і видавцем двох історико-краєзнавчих книжкових серій — «Літопис краю» та «Скарби отчої землі» в рамках яких видано багато книг.
Він — видавничий редактор журналу «Снятин», член редколегій альманахів «Покуття» і «Ямгорів», бере активну участь у творенні і виданні їх.
Як висококласний спеціаліст у галузі друкарства та видавничої справи, перебуває у постійному творчому пошуку. Є дописувачем українського розділу Вікіпедії.

## Творчі праці

### Книжкові видання
1. Процес кольороподілу в районній друкарні. — К: Реклама, 1985 (у співавторстві).
2. Друковане слово Снятина // Літопис 1991—1998 рр. / Авт.-упоряд. В. Карий. — Снятин: ПрутПринт, 1998. — 40 с.
3. Друковане слово Снятина: Літопис видань 1991—2005 рр. 2-ге вид. виправл. і доп. / Упоряд. і редактор В. Карий. — Снятин: ПрутПринт, 2006. — 68 с.
4. Снятине сивочолий. Спроба антлогії / Авт. проект В. Карого. — Снятин: ПрутПринт, 2007. — 96 с.
5. Штрихи до портрета колективу / Упоряд. і редактор В. Карий. — Снятин: Прут Принт, 2008. — 120 с.: [32] с. іл.
6. Український світ у країні кленового листу / Упоряд. Р. Кіреєва та В. Карий. — Снятин: ПрутПринт, 2008. — 196 с.
7. З Черемшинівського духу / Уклад. і ред. В. Карий. — Снятин: ПрутПринт, 2009. — 28 с.
8. Ратуша — окраса Снятина. — Снятин: ПрутПринт, 2009. — 96 с. — (співавт. Р. Кіреєва).
9. Сім чудесних місць Снятина… І ще багато, багато чудових місць / За ред. В. Карого. — Снятин: ПрутПринт, 2009. — 84 с., іл.
10. Грицяк Євген. Норильське повстання. — 6-те вид. випр. / За ред. В. Карого. — Снятин: ПрутПринт, 2010. — 108 с.
11. Далеко від Батьківщини / За ред. В. Карого. — Снятин: ПрутПринт, 2010. — 116 с. іл.
12. Снятинщина: 20 років Незалежності / Упоряд. В. Карий. — Снятин: ПрутПринт, 2011. — 160 с. іл.
13. Завалля в пам'ятках старовини і сучасності. Кн. 3. Шкільництво в Заваллі / За ред. В. Карого. — Снятин: ПрутПринт, 2012. — 444 с., іл.
14. Марко Черемшина у спогадах, документах і матеріалах / Авт.-упоряд. Р. Кіреєва, П. Кіреєв, І. Стеф‘юк; за ред. В. Карого. — Чернівці: Друк Арт, 2014. — 416 с.
15. Стефаниківський край Черемошу і Пруту… Снятинщина. Історико-етнографічний нарис / Кер. авт. колективу, гол. ред. А. Королько. — Снятин — Івано-Франківськ — Львів: Манускрипт-Львів, 2014. —732 с.; іл. (співавтор).
16. Романюк Я. Повстанський рух на Снятинщині / Ярослав Романюк, Ольга Слободян, Володимир Карий. — Снятин; Чернівці: Друк Арт,2016. — 440 с.: іл. + 8 с. вкл.

### Окремі публікації
Активно проводить науковий пошук з дослідження історії друкарства та видавничої справи в Галичині і, зокрема, на Снятинщині.
Провідні теми публікацій на сторінках місцевих газет та всеукраїнських часописів — історія вітчизняного друкарства; актуальні проблеми видавничої справи і, зокрема, культури книги; книгознавства; краєзнавства; розповіді про видатні особистості краю.
- Поліграфісти // Ленінська правда. — 1984. — 5 трав.
- Ще раз про техніку оформлення // Друкарство. — 2001. — № 4. — С. 82.
- Над Прутом — свіжі вітри // Молодь України. — 2003 — 22 серп.
- Україна — морська держава // Книжковий клуб плюс. — 2006. — № 3. — С. 13.
- Форум видавців: У Львівському Палаці мистецтв відбулася найбільша культурна подія року // Голос Покуття — 2006. — 22–29 верес.
- Тикторівські читання // Голос Покуття. — 2006. — 3–10 листоп.
- Книзі та її творцям — підтримку влади // Голос Покуття. — 2007. — 1–7 черв.
- Друковане слово починалося в Стратині й Крилосі // Галичина. — 2009. — 30 трав.
- Культура нових книг не витримує критики // Галичина. — 2009. — 13 серп.
- Із звітом — на рідну землю: Форум видавців у Снятині // Вісник Книжкової палати. — 2009. — № 9. — С. 50–52.
- Наш ювіляр — маестро світлинства // Голос Покуття. — 2010. — 14–21 січ.
- Видатний генерал — галичанин // Голос Покуття. — 2010. — 19–25 берез.
- За чим пріоритет — кирилицею чи глаголицею? // Галичина. — 2010. — 22 трав.
- Організатор українських лікарів: Євген Озаркевич започаткував створення української медичної термінології, преси і товариства // Галичина. — 2010. — 9 жовт.
- Нестор-літописець пов'язав давньоруську історію із всесвітньою // Галичина. — 2010. — 9 груд.
- Книги — втіха для душі // Галичина. — 2011. — 28 трав.
- З іменем Марка Черемшини // Слово Просвіти. — 2011. — 7–13 лип.
- «Моїм кредо завжди була турбота про школу, про дітей» // Освітянський вісник. — 2011. — 24 листоп.
- Сподвижники Михайла Бажанського — засновники журналу «Снятин» // Редактор і видавець. — 2012. — № 1(2). — С. 183—186.
- Іван Тиктор як редактор і видавець: штрихи до ненаписаної біографії // Український інформаційний простір: Науковий журнал Інституту журналістики і міжнародних відносин Київського національного університету культури і мистецтв. — 2013. — Число 1. — У 2–х ч. — Ч. 1. — С. 81–84.

### Участь у науково-практичних конференціях

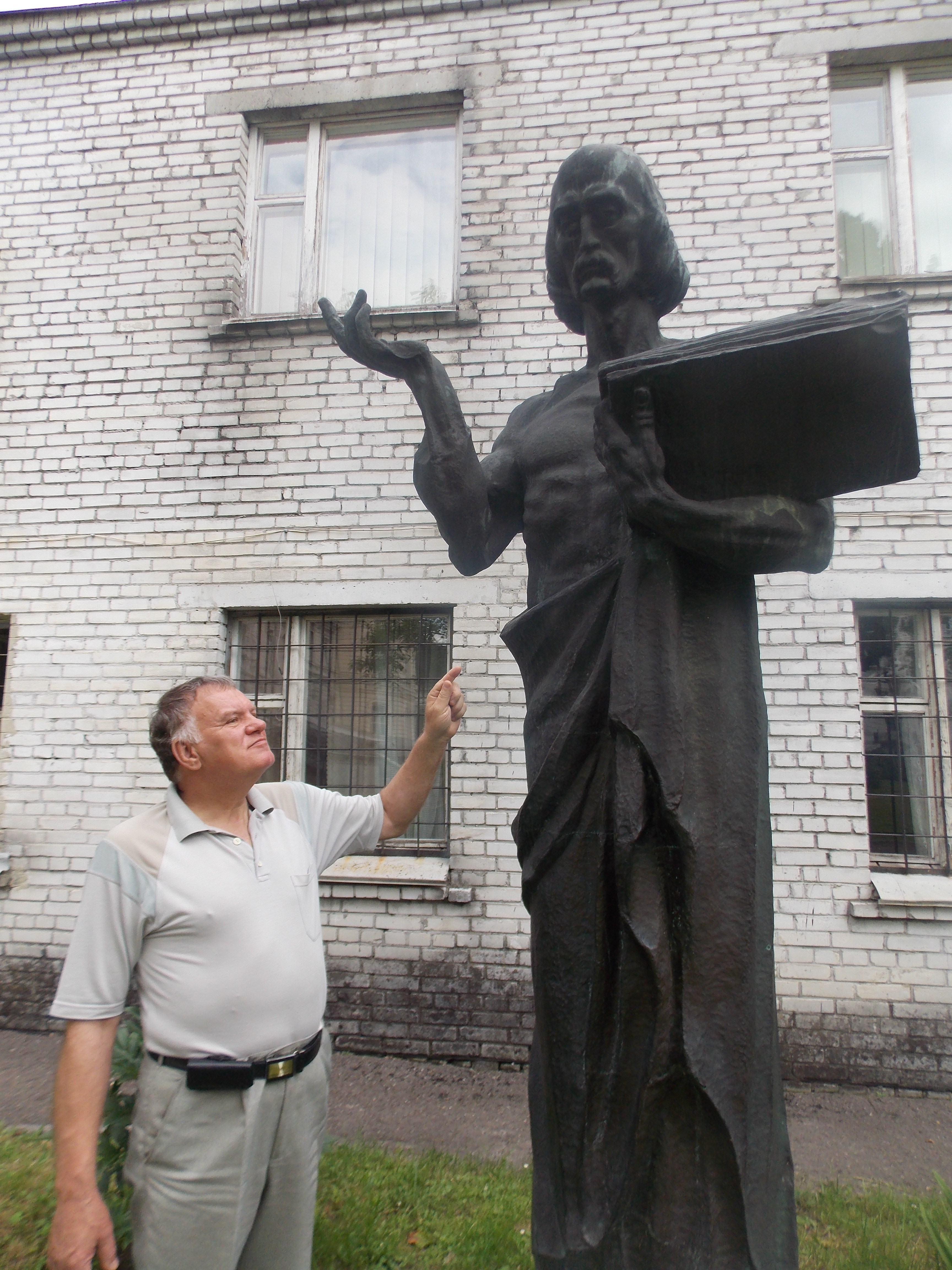
Біля першодрукаря

1. Міжнародна конференція — ІІІ Тикторівські читання. Виступ «Особливості редакційно-видавничої підготовки і поліграфічного виконання книжкових видань в умовах місцевих виробництв». Львів, 2005.
2. Наукова конференція — IV Тикторівські читання. Виступ «Видавничий проект як складова частина програми книговидання на регіональному рівні». Львів, 2006.
3. Науково-практична конференція. Виступ «Покутський край в рамках Програми книговидання». Снятин, 2008.
4. Науково-практична конференція. Виступ "Ратуша у друкованій продукції видавничої фірми «ПрутПринт». Снятин, 2009.
5. XII Всеукраїнська наукова історико-краєзнавча конференція. Виступ "Освітянсько-краєзнавчі видання в плані видавничої фірми «ПрутПринт». Івано-Франківськ, 2011.
6. Науково-практична конференція. Виступ «Ілля Киріяк — український письменник і громадський діяч у Канаді». Снятин, 2013

## Громадська діяльність
В. Карий — активний громадсько-політичний діяч, учасник національно-духовного відродження краю:
- депутат Снятинської міської ради (V i VI скликань),
- заступник голови районної організації і голова Снятинського міського осередку Товариства «Просвіта»,
- голова Творчого клубу ім. Марка Черемшини.

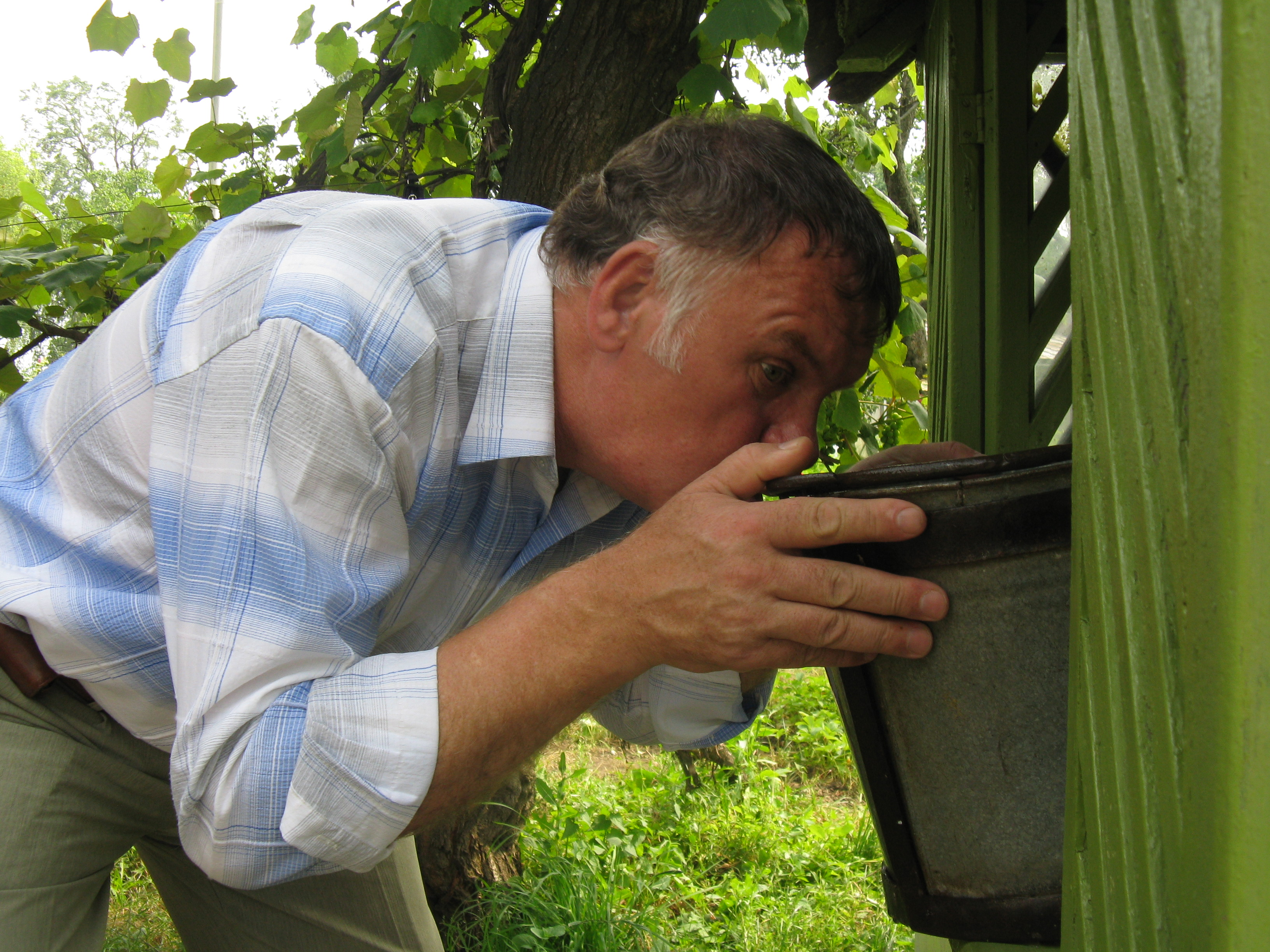
Смачна вода

## Сім'я
Дружина Галина (до шлюбу Козаченко, нар. 1948) — технолог хлібопекарського виробництва.
Діти-близнята:
- Оксана (нар.1973) — закінчила Коломийське педагогічне училище, Прикарпатський університет ім. В. Стефаника, вчителька;
- Орест (нар.1973) — закінчив Снятинський сільськогосподарський технікум, Подільську державну аграрну академію, працює в енергослужбі.

## Премії
За видавничо-просвітницькі справи, активне висвітлення творчості літераторів та митців краю удостоєний звань лауреатів премій:
- імені Марійки Підгірянки в галузі літератури і мистецтва (1995);
- імені Марка Черемшини (2000).

За історико-краєзнавчу діяльність, за заслуги з пропаганди історії національного флоту став лауреатом з присудженням премії
- імені адмірала Ярослава Окуневського (2008).

## Нагороди та відзнаки
Володимир Карий нагороджений низкою державних та відомчих нагород:
- 1976, 1978, 1983, 1985 — Грамота Центрального правління Науково-технічного товариства поліграфії і видавництв (м. Москва).
- 1984, 1986 — Почесна грамота виконкому Івано-Франківської обласної ради народних депутатів.
- 1987 — Почесна грамота Державного комітету УРСР у справах видавництв, поліграфії та книжкової торгівлі.
- 1998 — Почесна грамота Івано-Франківської обласної державної адміністрації.
- 1998, 2001, 2006, 2008 — Грамота Івано-Франківської обласної державної адміністрації та Івано-Франківської обласної ради.
- 2000 — Грамота і Срібна Ювілейна медаль з нагоди 2000-ліття Різдва Христового.
- 2000 — Почесна грамота Державного комітету інформаційної політики, телебачення та радіомовлення України.
- 2001 — Почесна грамота Української Асоціації виробників поліграфічної продукції.
- 2005 — Відзнака «За заслуги перед ВМС України».
- 2008 — Пам'ятна відзнака «90 років Прапору ВМС ЗС України».
- 2008 — Почесна грамота Івано-Франківської обласної організації Національної спілки журналістів України.
- 2008 — Грамота Івано-Франківського ОО ВУТ «Просвіта» імені Т. Шевченка.
- 2009 — Медаль «Будівничий України».
- 2010 — Пам'ятний знак «За сприяння Військово-Морським силам України».
- 2011 — Почесний знак «За заслуги перед Покуттям».

## Смерть
15 січня 2019 року після важкої хвороби Володимир Михайлович Карий відійшов у вічність. Останні роки свого життя просвітянину було складно працювати, але незважаючи на біль хвороби, Володимир продовжував трудитися над своєю справою життя, допомагав усім, хто того потребував, мудрою порадою та доброю справою, а в останні тижні все-таки довершив, видав та презентував омріяну ним книгу про рідне село — «Мій Кругів». А головне — відомий видавець та книгознавець усім серцем та душею радів життю і кожному його моменту, адже бачив яскраве світло навіть серед сірих днів та всупереч стражданням і болю, — що було, є і залишатиметься прикладом для всіх краян та людей по цілому світу, яким поталанило бути запізнаним із паном Володимиром — Людиною з Великої літери.